# Etarea
Etarea (někdy též ETAREA) byl projekt města budoucnosti, na němž během šedesátých let 20. století pracoval kolektiv pod vedením architekta Gorazda Čelechovského. Model města byl vystaven v československém pavilonu na Světové výstavě 1967 v kanadském Montréalu. Po začátku normalizace v Československu se ale zamýšlené plány nepovedlo realizovat. Některé dílčí nápady byly využity při výstavbě sídliště Zahradní město.

## Popis
Navrhované město, které počítalo se 135 tisíci obyvatel, mělo být postaveno jižně od Prahy. Rozkládat se mělo v prostoru od východního břehu Vltavy až k Jílovému u Prahy u vesnic  Okrouhlo, Záhořany, Libeř a Zvole. Uvedené obce měly být zbourány aby uvolnily místo pro novou zástavbu. V rámci Etarey měla vznikout i jezera s plážemi a sportovní areály. Využito bylo i Letiště Točná, které by leželo mezi novým souborem a Prahou.
S hlavním městem mělo mít spojení pomocí systému monorailu Alweg. Ve městě jeho autoři plánovali zbudovat domy různých výšek a mezi nimi se měla nacházet zeleň. Kolem nižších domků se měly nacházet zahrady a jednotlivé byty ve městě měly být zásobovány pomocí systému podobnému potrubní poště.
Ve městě autoři návrhu počítali s vodními plochami, sportovišti, cyklostezkami, pěšími cestami, obchodními domy, restauracemi, ale také menšími podniky, v nichž by mohli někteří obyvatelé města pracovat, aby nemuseli do zaměstnání dojíždět. Parkování mělo být řešeno částečně v podzemí.
Realizace celého města měla být dokončena do roku 2000.